# خوشاریزه
کراوی((کوژنیّر)) (کراویا) یاکوژنیرخوشاریزه یا خوشاروزه یا خار کلبه یا کوموزا تورشه Echinophora sibthorpiana ) گیاهی از تیره چتریان است. این گیاه دارای طبع گرم و خشک و خاصیت ضد قارچی و همچنین ضد باکتری می‌باشد. در مناطق کوهستانی و سرد غرب ایران از جمله استان‌های چهارمحال و بختیاری، فارس، کردستان، کرمانشاه،کندوله،همدان و لرستان و مرکزی به صورت وحشی(خودرو) می‌روید که نوع مرغوب آن به دلیل ارتفاع بالاتر از سطح دریا در استان چهارمحال و بختیاری می‌روید.(همچنین بناب و مراغه )
از گذشته با کشف خاصیت ضد کپک این گیاه برای جلوگیری از کپک زدن و همچنین خوشبو کردن، آن را داخل پنیر، دوغ و ماست و روی ترشی و پنیر می‌ریزند. همچنين دمنوش و عرق این گیاه خواص درمانی دارد (اما هنوز خواص آن به صورت دقیق و مشخص در اینترنت نوشته نشده است) برای همین افراد محلی و عطاری ها آشنایی بهتری با خواص این گیاه دارویی دارند.